# Белалакая
Белалакая (с карач.-балк. — «опоясанная светлым») — вершина западной части главного хребта Большого Кавказа. Своим названием обязана слоям белого кварца, которые прорезают скальные стены. Высота 3861 м.
Восточнее главной вершины расположена вершина Малая Белалакая, высота которой 3740 м.
Первое восхождение на вершину было осуществлено в 1904 году в ходе экспедиции Русского горного общества в верховья Теберды, участниками которой были председатель Русского горного общества Александр фон Мекк, швейцарский альпинист Андреас Фишер и горные проводники Христиан Йосси и Яни Бузуртанов. 29 июля 1904 года (по старому стилю) группа в составе А.Фишера и Х.Йосси впервые поднялась на вершину Белалакая. Второе восхождение на вершину состоялось в 1934 г. (Г. Прокудаев, И. Корзун, А. Фельд, П. Цалагов.